# Matilda (film)
Matilda è un film del 1990 diretto da Antonietta De Lillo e Giorgio Magliulo. Ultimo film interpretato da Gianni Agus.

## Trama
Dopo la morte misteriosa e accidentale di tre fidanzati, Matilda, ansiosa di sposarsi, pubblica un annuncio matrimoniale. Si presenta il riluttante Torquato che non riuscendo a resistere al suo fascino, ignaro della malasorte toccata ai precedenti fidanzati, s'incammina verso un destino che si preannuncia mortale.